# قبيلة بشاري

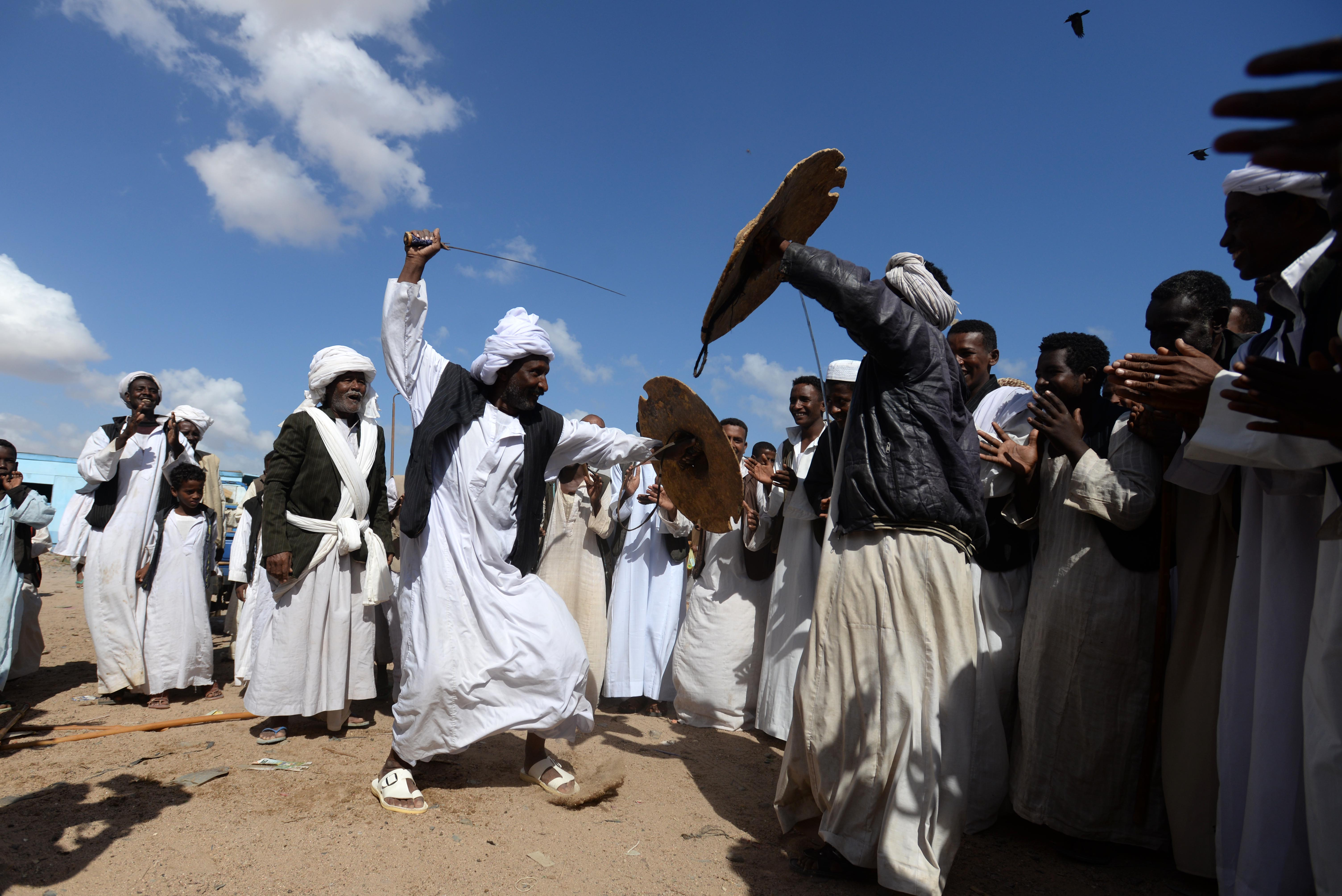
شباب ورجال من قبائل البشاريه بحلايب يرقصون الرقصة الخاصة بهم في الافراح والمناسبات الخاصة

البشاريين (عربي: البشارية البشارية أو البشاريين البشاريون؛ باجة: أوشوباري) هي مجموعة عرقية تسكن شمال شرق إفريقيا. هم من الانقسامات الرئيسية لشعب البجا. يتحدث البشاريين لغة البجا، التي تنتمي إلى الأسرة الأفرواسية.

## التركيبة السكانية
يعيش البشاريين في الجزء الشرقي من الصحراء النوبية في السودان وجنوب مصر. يقيمون في (Atabai) (كما وردت Atbai) المنطقة الواقعة بين نهر النيل والبحر الأحمر، شمال (Amarar)وجنوب (عبابدة) - في الأساس بين الصحراء النوبية وادي النيل، وهي منطقة من الحجر الجيري، والجبال، والهضاب الرملية.
يبلغ عدد سكان البشاريين حوالي 42000 فرد. تنتقل معظم القبائل داخل أراضي السودان، حيث يكون للأعضاء تمثيل سياسي في مؤتمر البجا.

## اللغة
يتحدث البشاريين لغة البجا كلغة أم. انه ينتمي إلى الكوشية فرع من (Afroasiatic) الأسرة.
يتحدث البجا المقيمون في السودان اللغة العربية السودانية كلغة ثانية. في عام 1949، ذكر أحد أفراد قبيلة بشاري أنه عندما يلتقي بغريب ، يسألون على الفور «هل أنت (biggaweijet) (= بيساري) أو (belaeijt) (عربي)؟» «وتابع». . . نحن نسمي لغتنا (biggawija) وهي تحتوي على العديد من عناصر اللغة العربية (belaeijet). "" 

## الاقتصاد
البشاريين هم من البدو التقليديين، ويعملون في تربية الإبل والأغنام والماعز في الجزء الجنوبي من الصحراء الشرقية. إنها منطقة خارج المسار المطروق - لم يتم استكشافها إلى حد كبير. من القبائل في المنطقة، تعيش هذه القبيلة في المناطق النائية. كان بشاري وبيشاري قمهاتاب، يعتقد أنهما بشاريان قديمان، قد تبادلا السلع الزراعية مع أشخاص آخرين منذ العصور القديمة.

## الديانة
معظمهم من البشاريين صوفين مسلمين.